# Geelkeelmuisspecht
De geelkeelmuisspecht (Xiphorhynchus guttatus) is een zangvogel uit de familie Furnariidae (ovenvogels).

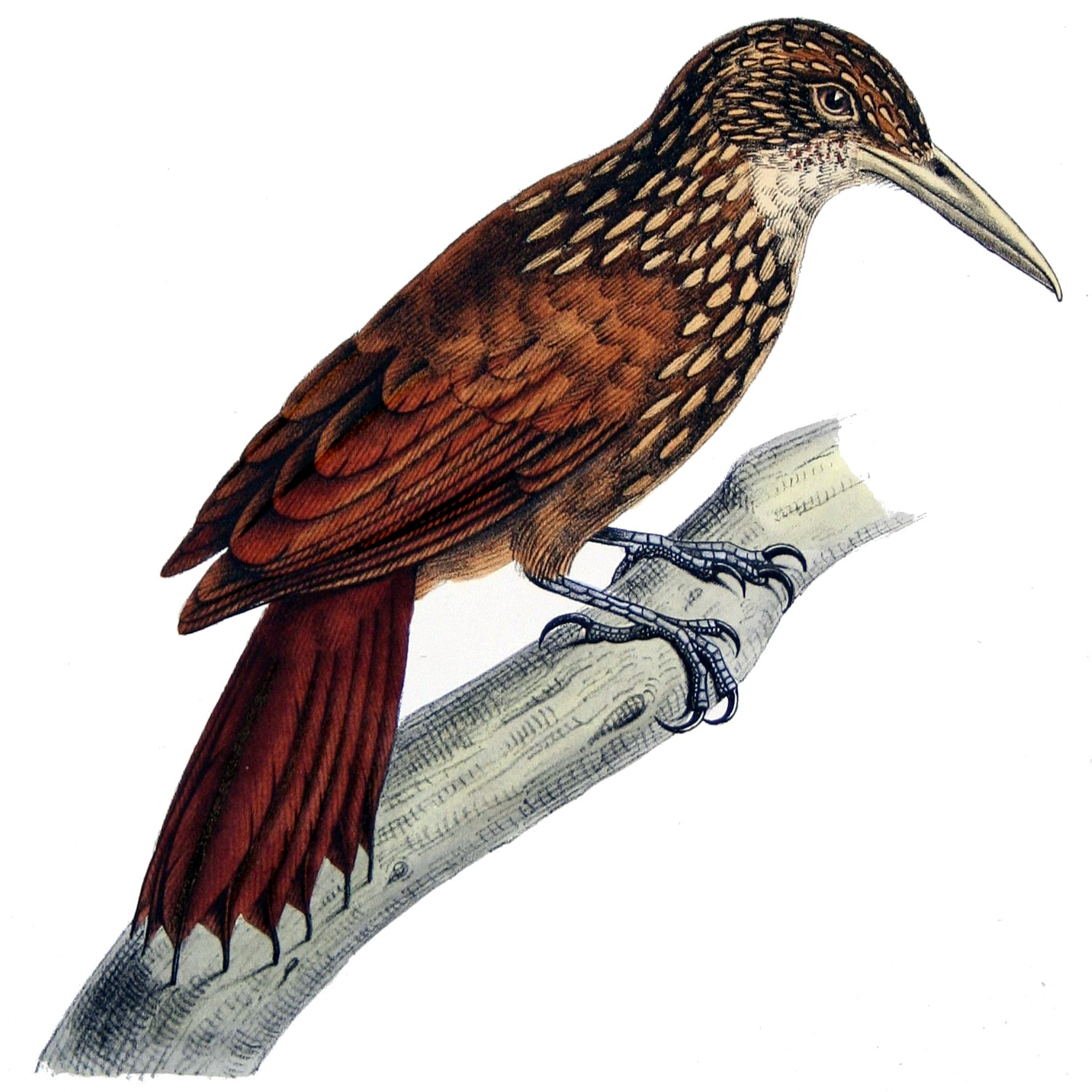

## Herkenning
De vogel is 22,5 tot 29,5 cm lang en weegt 45 tot 75 g, de mannetjes zijn gemiddeld 10 g zwaarder. De vogel is overwegend kaneelkleurig en vooral op de kop, nek, mantel en borst met licht okerkleurige streepjes. De bovenkant zoals de vleugels en de bovenkant van de staart zijn meer egaal roodbruin, de buik is olijfkleurig bruin. De snavel is grijs en vrij lang en gebogen.

## Verspreiding en leefgebied
Deze soort heeft een zeer groot verspreidingsgebied dat reikt van Guatemala (Midden-Amerika) tot Brazilië. Binnen dit gebied worden acht ondersoorten onderscheiden, maar over de ondersoortstatus bestaat geen consensus en dit vergt nader onderzoek.
- X. g. polystictus: O-Colombia, Venezuela, de Guyana's en extreem N-Brazilië.
- X. g. connectens: NO-Brazilië ten noorden van de Amazonerivier.
- X. g. guttatoides: van ZO-Colombia en Z-Venezuela tot O-Ecuador, O-Peru, N-Bolivia en W-Brazilië. Deze ondersoort wordt samen met  X. g. eytoni ook wel als apart taxon opgevat en heet in het Engels Lafresnaye's woodcreeper (Lafresnayes muisspecht) .
- X. g. vicinalis: NC-Brazilië bezuiden de Amazonerivier.
- X. g. eytoni: NO-Brazilië bezuiden de Amazonerivier.
- X. g. gracilirostris: Ceará (O-Brazilië).
- X. g. dorbignyanus: van N- en O-Bolivia tot C-Brazilië.
- X. g. guttatus: van Paraíba tot Espírito Santo (de kust van O-Brazilië).

In het grootste deel van het verspreidingsgebied is het leefgebied van deze muisspecht vochtig, natuurlijk bos in laagland, meestal onder de 900 m boven zeeniveau. In Venezuela komt de vogel ook hoger voor, tot 2400 m. Daarnaast komt de vogel ook voor in cerrado, oude mangrovebossen en half open landschap met bosaanplantingen.

## Status
De geelkeelmuisspecht heeft een groot verspreidingsgebied en daardoor is de kans op de status  kwetsbaar (voor uitsterven) gering. De grootte van de wereldpopulatie is niet gekwantificeerd. Men veronderstelt dat de soort in aantal afneemt door ontbossing en andere vormen van habitatverlies. Echter, het tempo van afname ligt onder de 30% in tien jaar (minder dan 3,5% per jaar); om deze redenen staat deze muispecht als niet bedreigd op de Rode Lijst van de IUCN.